# Modellmotor
A modellmotor kis hengerűrtartalmú, belső égésű, dugattyús hőerőgép. Szerkezete a felhasználás célja miatt a lehető legegyszerűbb, bár főbb alkatrészei névleg megegyeznek a nagyobb motorok alkatrészeivel: forgattyúsház, henger, dugattyú, csapszeg, hengerfej, főtengely, főtengely-csapágy(ak) és egyéb, a működési módtól és vezérléstől függő alkatrészek.
Főtengely csapágy lehet sikló, bronzperselyes, vagy alumínium öntvényben csapágyazott, illetve több golyóscsapággyal megvalósítva. Különleges és drága , speciális motoroknál előfordulhat hordógörgős, hengergörgős csapágy, vagy kétsoros gördülőcsapágyazás is.
Alkalmazás szerint: Repülőgépek, (kétütemű alkoholos, négyütemű alkoholos) helikopterek (kétütemű alkoholos), hajókba  (általában verseny-motorcsónak modellekbe, alkoholos, folyadékhűtéses), és autómodellekbe (alkoholos, de nagyobb modellekbe benzines is)
Kétütemű motor esetében a tüzelőanyag hozzávezetés szerint lehet úgynevezett "tengelyszívásos" - az elnevezése hamiskás, mert nem szív tengelyt, hanem a főtengely csőszerű kialakítása és a tengelyre mart nyílás forgás közbeni pozíció-változtatása teszi lehetővé a tüzelőanyag-levegő keverék beáramlását a forgattyúsházba. A másik elterjedt megoldás az úgynevezett forgószelepes vezérlési rendszer, amely a hajtórúd - főtengely csatlakozási ponthoz illeszkedő továbbítócsap segítségével forgat egy tolattyút, amely kialakítása révén nyitja-és zárja a forgattyúsházat (az azon kialakított nyílást), így időzíti a beáramlást. Létezik még egy főbb, elterjedt rendszer: a nyomásindukciós, vagy más megnevezés szerint vákuum-membrános vezérlés. Ennek működése a hengerben felfelé mozgó dugattyú alatti forgattyúház-térben uralkodó nyomás csökkentése révén kialakuló vákuum-hatás miatt nyitó rugalmas, vékony acél- vagy ötvözött fémlemez elhajlása, és ezzel elmozdulva egy sík felületről, amin eredetileg nyugalmi helyzetben zár a fémlemez - a nyílást megnyitja, és a nyomáskülönbség hatására itt beáramlik az üzemanyag keverék a forgattyúsházba.
A hőerőgépben lejátszódó termikus ciklus megindításának módja szerint is van megkülönböztetés, létezik a gyors kompresszió emelkedés által kiváltott hőmérséklet-változás alapján kiváltott öngyulladás, melyhez alacsony lobbanáspontú üzemanyag-komponens (dietil-éter)  szükséges; a másik egy kezdetben villamosenergiával fűtött vékony, apró izzószál, melynek anyaga platina-iridium ötvözet. Ezt indításkor a rákapcsolt akkumulátor (vagy valamilyen áramforrás) felizzítja, ez indítja az üzemanyag begyulladását. A motor indulása után a hengerben keletkező, a belső égés által biztosított hő miatt a szál izzásban marad. A harmadik mód a köznapi életben, gépjárművekben is elterjedt, jól ismert szikragyújtás (gyújtógyertya, és az ehhez tartozó gyújtórendszer).
Az izzítógyertya indítási hőmérséklete kb 550-600 C fok. Ekkor a szál pirosan izzik. A motor üzeme közben ez a szín közepes, telt élénksárgára vált. (Szál hőmérséklet kb. 750- 850 C fok.) 
Üzemanyag szempontjából is ennek megfelelően háromféle motort különböztetünk meg: az úgynevezett öngyulladásos, melynek dietil-éter, és petróleum keverék a hajtóanyaga, az izzítógyertyás, amelynek metil-alkohol, és a szikragyújtásút, amelynek benzin. Az első kettőnek a kenését általában ricinus-olaj biztosítja, míg a benzinnel üzemelő motorok kenéséért speciális olaj felel.
Az öngyulladásos motor üzemanyagából a dietil-éter végül is csak a gyújtásban vesz részt, de szükségszerűen ad egy viszonylag nagy nyomás-impulzust a heves égése révén. A további nyomatékot az égés során a petróleum szolgáltatja, mint fő energiahordozó. Tekintettel ezen motorok viszonylag magas fordulatszámára, ez a hajtóanyag-keverék a motor teljesítményét is nagyban befolyásolja.
Az üzemanyagok összetételei:
öngyulladásos - 
25...33 % dietil-éter
50...55 % petróleum
arányoktól függően a maradék térfogat-százalék ricinusolaj, illetve 1..3 %  modellmotorokhoz kifejlesztett szintetikus motorolaj

izzítógyertyás:
80 % metil-alkohol,
néhány százalékban az alkohol mennyiségének rovására helyet adhat égésgyorsító adalékanyagnak, amely nitrometán, 1% ... 5%
20% ricinius, illetve százalékarány eltérés helyében 1..3 % szintetikus motorolaj

Benzines motor esetében nagyjából a többi, hasonló motorra ajánlott keverési arány, benzin + kétütemű, önkeveredő, speciális (modellmotorokhoz általában szintetikus) motorolaj, illetve adalékok
pl. 1:20, 1: 33, 1:40, 1:50 keverési arány
Ezen  motorok dugattyúi általában dugattyúgyűrűvel szerelt egységek, 1, illetve 2 gyűrűvel, ritkán található 3. Az egygyűrűs kivitelnél szinte kivétel nélkül keménykrómozott a dugattyúgyűrű.

Néhány gyártmányt említésképpen:
öngyulladásos, régi 1970-es, korai 1980-as évek: MK (szovjet), Kometa, Kolibri, MOKI
(jellegzetesen felismerhető a hengerfejen elhelyezett T hajtószárral ellátott csavarról, amely az úgynevezett ellendugattyút mozgatja, ezzel az égéstér térfogatát szabályozza és ezzel állítja be a kompresszióviszonyt. (Menet közben változtatható sűrítési arány; indításhoz egy alacsonyabb értéket kell választani, majd az indulás után beállítani a kívánt maximális fordulatszámhoz.)
izzítógyertyás: OS (japán)  ASP (kínai), Webra (amerikai), Fox (amerikai), Cox (amerikai), MDS (orosz), MOKI (magyar), SAITO (japán) 
benzines: DLE
Ritkább, és kevésbé elterjedt: Wankel - bolygódugattyús motorok, többhengeres, boxer, illetve soros, V- és csillagmotorok
Hűtés tekintetében létezik levegőhűtéses és folyadékhűtéses motor.
Folyadékhűtést hajómotoroknál találhatunk, majdnem kivétel nélkül torlónyomás elven működő hűtőfolyadék-hozzávezetéssel (víz, amelyben a hajó úszik), ehhez megfelelő sebesség szükséges, illetve a hajócsavar mögé helyezett torlónyomásos csőcsonkba beáramló víz fut körbe a hűtőrendszeren. Lényege, hogy a bevezetési és a kiáramlási pont között minimális legyen a vertikális irányú szintkülönbség.
Az egyszerűség és a célszerűség, valamint az alkalmazás magától értetődő volta miatt repülőgépeken, helikoptereken és autómodelleken levegőhűtést valósítanak meg, hűtőbordák, hűtőfelületek kialakítása révén.
Egyes különlegesen kiképzett modellmotorokon találhatunk elektromos önindító rendszert is, amely a jelvevő egy szabad csatornája által kapcsolható, így főleg repülőgépek motorjának indításakor elkerülhető az emberi kéz légcsavarral történő kontaktusa, ami súlyos sérüléseket előz meg. A villanymotor lehet szénkefés, és nagyfrekvenciás DC (háromfázisú) motor is, amely több fogaskerék-áttételen keresztül hajtja meg a főtengelyre szerelt fogaskereket.
Autómodellekhez kifejlesztett motorokon kézi, ötvözött és hőkezelt acél lapspirálrugóval előfeszített visszafutó-vonózsinóros indítómechanizmust találhatunk. Azonban sok modell alkalmas "rotostart" elektromos indítószerkezet csatlakoztatására.
Hajómodelleken a motor indításhoz általában kézzel mozgatott bőr ékszíjat használnak az erre kiképzett ékszíjtárcsára illesztve.

Alkalmazás jellege szerint jellemző hengerűrtartalmak:

kis könnyű repülőgépek, kis vitorlázómodellek segédmotorként: 0.8 ... 1.5 ccm
könnyű repülőgépek  1.5.. 2.5 ccm
alsó közepes repülőgépek, kishelikopterek: 3.5 ... 6.5 ccm
közepes repülőgépek  5 ... 8.5 ccm
felső közép repülőgépek 6.5... 12.5 ccm
alsó nagykategóriás repülőgépek: 10...20 ccm
közép-nagy  repülőgépek 15... 35 ccm
nagy repülőgépek 40 ccm felett, alkoholos, V, boxer,  egyhengeres benzines, többhengeres  benzines (boxer) és többhengeres alkoholos, csillag, vagy soros 

hajók: 3.5 ccm, 5 ccm, 7.5 ccm, 10 - 15 ccm
autómodellek:  1.5 ccm, 2.5 ccm, 3.5 ccm, 5, 7.5, 10, 15 ccm

Fordulatszám szerinti csoportosításban:
- alacsony fordulatszámú, nagy nyomatékú motorok közepes és nagyobb repülőgépekhez  (pl. négyütemű 5500- 9000 RPM scale modellekhez)
- normál- alacsony fordulatszámú általános alkalmazásra, repülőgépmotorok, 9000- 16 000 RPM
- nagy teljesítményű, magasabb fordulatszámú motorok - autómodellek, verseny hajómodellek  15-25 000 RPM
- különlegesen magas fordulatszám-tartományban üzemelő versenymotorok - 20 000 - 40 000 RPM (speciális alkalmazások, pl. körrepülő).

A verseny-csónakmotormodelleket kivéve a hajómodellekben általában ritka, vagy nem építenek be belsőégésű motort. Ezen alkalmazáshoz tökéletesen megfelel a hagyományos szén-vagy bronzkefés egyenáramú villanymotor, és általában ez is áttételezve fogaskerék-áttétellel. Ez lehet homlok-fogaskerékpár, vagy bolygóhajtóműves áttétel.